# Prefektura Kagoshima
Prefektura Kagoshima (jap. 鹿児島県 Kagoshima-ken) – prefektura w południowej części wyspy Kiusiu, w Japonii. Obejmuje również wyspy Satsunan, północną część archipelagu Riukiu, leżące na południe od Kiusiu.
Jej stolicą jest miasto Kagoshima, leżące nad zatoką Kagoshima. Naprzeciwko miasta Kagoshima wznosi się czynny wulkan Sakurajima.
W prefekturze Kagoshima znajduje się Centrum Kosmiczne Uchinoura, skąd został wystrzelony w 1970 roku pierwszy japoński satelita Ohsumi, oraz nowsze Centrum Lotów Kosmicznych Tanegashima.

## Miasta
Miasta leżące w prefekturze Kagoshima:

- Aira
- Akune
- Amami
- Hioki
- Ibusuki
- Ichikikushikino
- Isa
- Izumi
- Kagoshima (stolica)
- Kanoya
- Kirishima
- Makurazaki
- Minamikyūshū
- Minamisatsuma
- Nishinoomote
- Satsumasendai
- Shibushi
- Soo
- Tarumizu

### Miasteczka i wioski
- Powiat Aira
  - Yūsui
- Powiat Izumi
  - Nagashima
- Powiat Kagoshima
  - Mishima
  - Toshima
- Powiat Kimotsuki
  - Higashikushira
  - Kimotsuki
  - Kinkō
  - Minamiōsumi
- Powiat Kumage
  - Minamitane
  - Nakatane
  - Yakushima
- Powiat Ōshima
  - Amagi
  - China
  - Isen
  - Kikai
  - Setouchi
  - Tatsugō
  - Tokunoshima
  - Uken
  - Wadomari
  - Yamato
  - Yoron
- Powiat Satsuma
  - Satsuma
- Powiat Soo
  - Ōsaki